# François Gay
Pour les articles homonymes, voir François Gay (homonymie) et Gay.
François Gay est un homme politique français né le 18 mars 1861 à Villefranche-de-Lonchat (Dordogne) et décédé le 26 mars 1951 à Corbigny (Nièvre).

## Biographie
Vers 1900, François Gay est nommé en la qualité d'agent voyer cantonal à Corbigny (Nièvre). À partir de 1911, il est dit « architecte expert ». Il adhère au parti radical-socialiste. Après avoir été élu au conseil municipal de la ville de Corbigny, il en est par la ensuite le maire.
S'étant d'abord présenté, sans succès, en 1904, comme conseiller général du canton contre le marquis de Certaines, il prit sa revanche en juillet 1910 contre Étienne Faulquier.
En 1922, il est ensuite élu président du conseil général de la Nièvre jusqu'en août 1924, époque à laquelle il dut céder la place au socialiste, Jean Locquin.
Le 6 janvier 1924, François Gay se présente aux élections sénatoriales. Il est élu sénateur de la Nièvre au troisième tour, par 312 voix sur 655 votants, après avoir obtenu 135 voix sur 666 votants au premier tour et 236 voix sur 665 au deuxième tour.
Inscrit au groupe de la gauche démocratique radicale et radicale-socialiste, il est membre des commissions : des pétitions, d'administration générale, départementale et communale. De 1926 à 1932, il fait partie de la commission des travaux publics.
Le 26 novembre 1926, il dépose un amendement à l'article premier de la proposition de loi relative aux baux à ferme de longue durée. Le 3 mars 1927, il présente un rapport au nom de la commission des travaux publics sur le projet de loi tendant à modifier la loi du 13 mars 1924 portant création d'un corps d'ingénieurs de l'aéronautique et d'un corps d'ingénieurs adjoints et d'agents techniques de l'aéronautique.
Le 7 juillet 1928, il dépose avec Emile Magnien et Gaston Provost-Dumarchais, aussi sénateurs de la Nièvre, une proposition de loi relative à l'octroi de secours aux viticulteurs victimes de désastres atmosphériques.
Cette même-année, 1928, François Gay est réélu à la présidence du conseil général de la Nièvre, il y restera jusqu'en 1935.
Le 31 mars 1932, il signe le contre-projet d'Emile Damecour qui prévoit le retour à la distillation sans taxe notamment pour les bouilleurs de cru.
Le 16 octobre 1932, il sollicite le renouvellement de son mandat mais il ne sera pas réélu. Au premier tour il obtient 141 voix sur 676 votants, au deuxième tour 166 voix sur 679 votants et au troisième tour 11 voix sur 679 votants.